# Evald Kallstenius (konstnär)
Evald Knut Baltzar Kallstenius, född 7 mars 1898 i Stockholm, död 17 juni 1957 i Nacka, Stockholms län, var en svensk målare. 
Han var son till Gottfrid Kallstenius och Gerda Maria Roosval och från 1926 gift med Alfhild Katarina Kallstenius. Han studerade vid Althins målarskola 1917-1918 samt vid Konsthögskolan i Stockholm 1918-1924 och under studieresor till Frankrike, Nederländerna, Belgien, Spanien och Italien. Han tilldelades konstakademiens kungliga medalj 1925 och ett statligt resestipendium 1926. Separat ställde han ut ett flertal gånger på Gummesons konsthall och Lilla Galleriet i Stockholm och han medverkade i samlingsutställningar med Sveriges allmänna konstförening och Svenska konstnärernas förening. Han konst består av landskapsutsikter från Stockholmstrakten, Tjusts skärgård och västkusten. Han var i sin konst starkt influerad av sin far. Kallstenius är representerad vid bland annat Kalmar konstmuseum.